# Ludwig von Sarnthein
 Ludwig von Sarnthein (4 de enero de 1861 - 1 de febrero de 1914 ) fue un botánico, briólogo, liquenólogo, micólogo y pteridólogo austríaco.

## Algunas publicaciones
- k.w. von Dalla Torre, l. von Sarnthein. 1900. Die Litteratur der Flora von Tirol, Vorarlberg und Liechtenstein. Ed. Wagner. 414 pp.
- --------------, --------------. 1900-1913. Flora der gefürsteten Grafschaft Tirol, des Landes Vorarlberg und des Fürstentums Liechtenstein". Reeditó BiblioLife, 2010. 254 pp. ISBN 1175141615
- --------------, --------------. Die Pilze (Fungi) von Tirol, Vorarlberg und Liechtenstein. Volumen 3 de Flora der gefürsteten Grafschaft Tirol. Ed. Wagner'schen Universitäts-Buchhandlung. 716 pp.

## Honores

### Eponimia
- (Cyperaceae) Carex sarntheinii Vetter[2]

- (Lamiaceae) Mentha sarntheinii Heinr.Braun[3]